# Faził Szagimardanow
Faził Waliachmietowicz Szagimardanow (ros. Фазыл Валиахметович Шагимарданов, ur. 1906, zm. 3 sierpnia 1968 w Ufie) – przewodniczący Rady Komisarzy Ludowych Baszkirskiej ASRR (1937-1940).
Od 1927 członek WKP(b), od 1928 instruktor i kierownik wydziału organizacyjnego mesjagutowskiego kantonowego komitetu WKP(b), od 1930 sekretarz burajewskiego rejonowego komitetu WKP(b), 1937 ukończył Wyższą Szkołę Organizatorów Partyjnych przy KC WKP(b) w Moskwie. Od 1932 pracował w Ufie jako zastępca sekretarza, potem sekretarz komitetu partyjnego trustu "Motorstroj", od października 1937 do lutego 1940 był przewodniczącym Rady Komisarzy Ludowych Baszkirskiej ASRR. Od 21 marca 1939 do 20 lutego 1941 zastępca członka KC WKP(b), 1941-1942 I zastępca przewodniczącego Komitetu Wykonawczego Kujbyszewskiej Rady Obwodowej, od 1944 minister przemysłu lokalnego Tatarskiej ASRR, od 1946 szef kujbyszewskiego obwodowego zarządu przemysłu lekkiego, od 1951 dyrektor fabryki w Złatouście. Deputowany do Rady Najwyższej Baszkirskiej ASRR i kadencji i Rady Najwyższej ZSRR 1 kadencji.